# Копилівська сільська рада
| Копилівська сільська рада — орган місцевого самоврядування у Макарівському районі Київської області з адміністративним центром у с. Копилів. Сільській раді підпорядковані населені пункти: - с. Копилів - с. Северинівка |

## Склад ради
Рада складається з 14 депутатів та голови.

### Керівний склад ради
| ПІБ                        | Основні відомості | Дата обрання | Дата звільнення |
| -------------------------- | --- | ------------ | --------------- |
| Фатюк Василь Миколайович   | Сільський голова, 1948 року народження, освіта, безпартійний | 26.03.2006   | 31.10.2010      |
| Тишкевич Анатолій Іванович | Сільський голова, 1968 року народження, освіта вища, безпартійний | 31.10.2010   | 25.10.2015      |
| Чижевська Раїса Василівна  | Громадянка України, народилася 18.06.1964 р., освіта вища, безпартійна, ДК «Газ України», НАК «Нафтогаз України» м. Київ, заступник начальника відділу забезпечення стягнень управління супроводження виконавчих проваджень, місце проживання: с. Копилів Макарівський р-н, Київська обл. | 25.10.2015   |                 |

Примітка: таблиця складена за даними джерела